# WON ABC

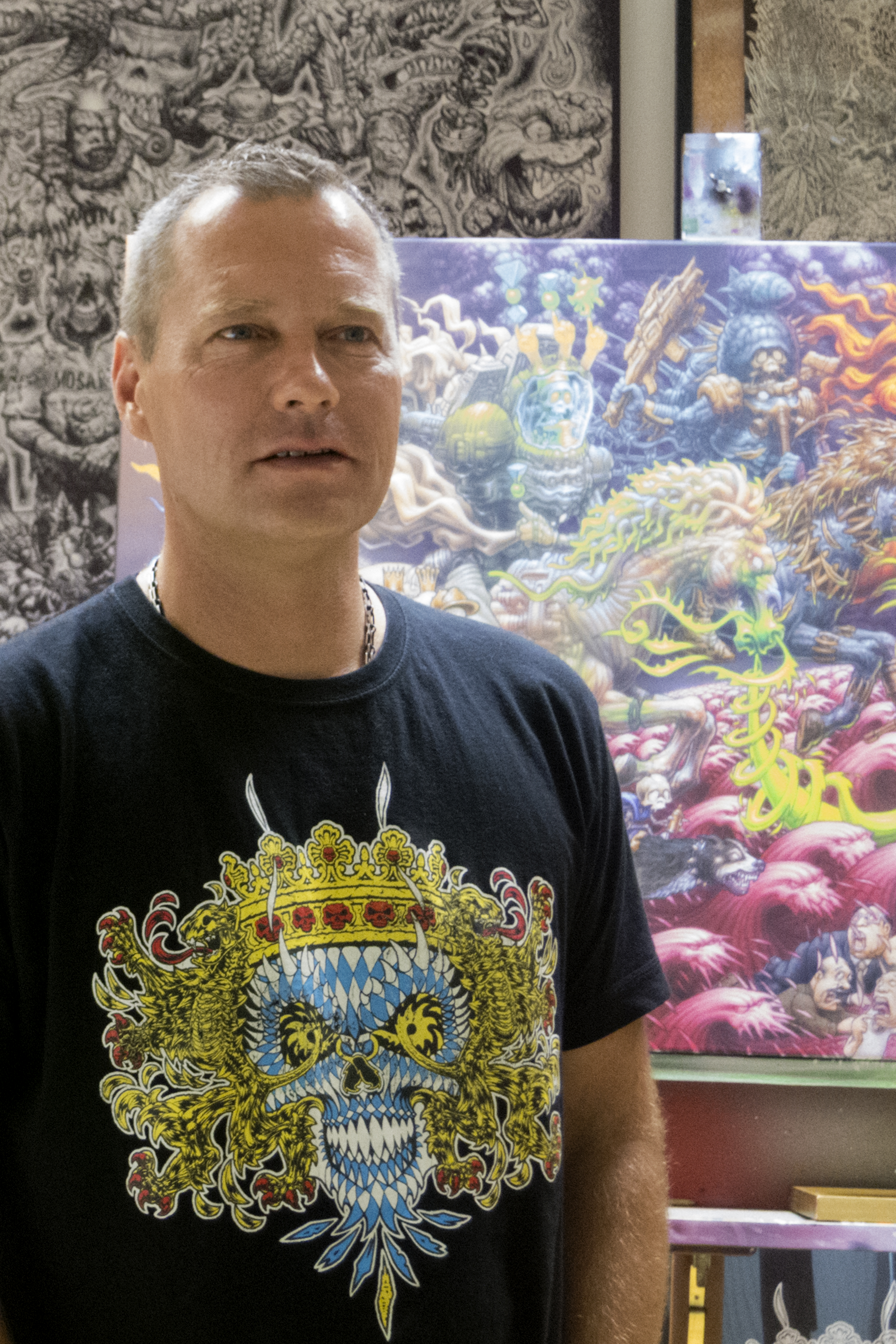
WON in seinem Münchener Atelier

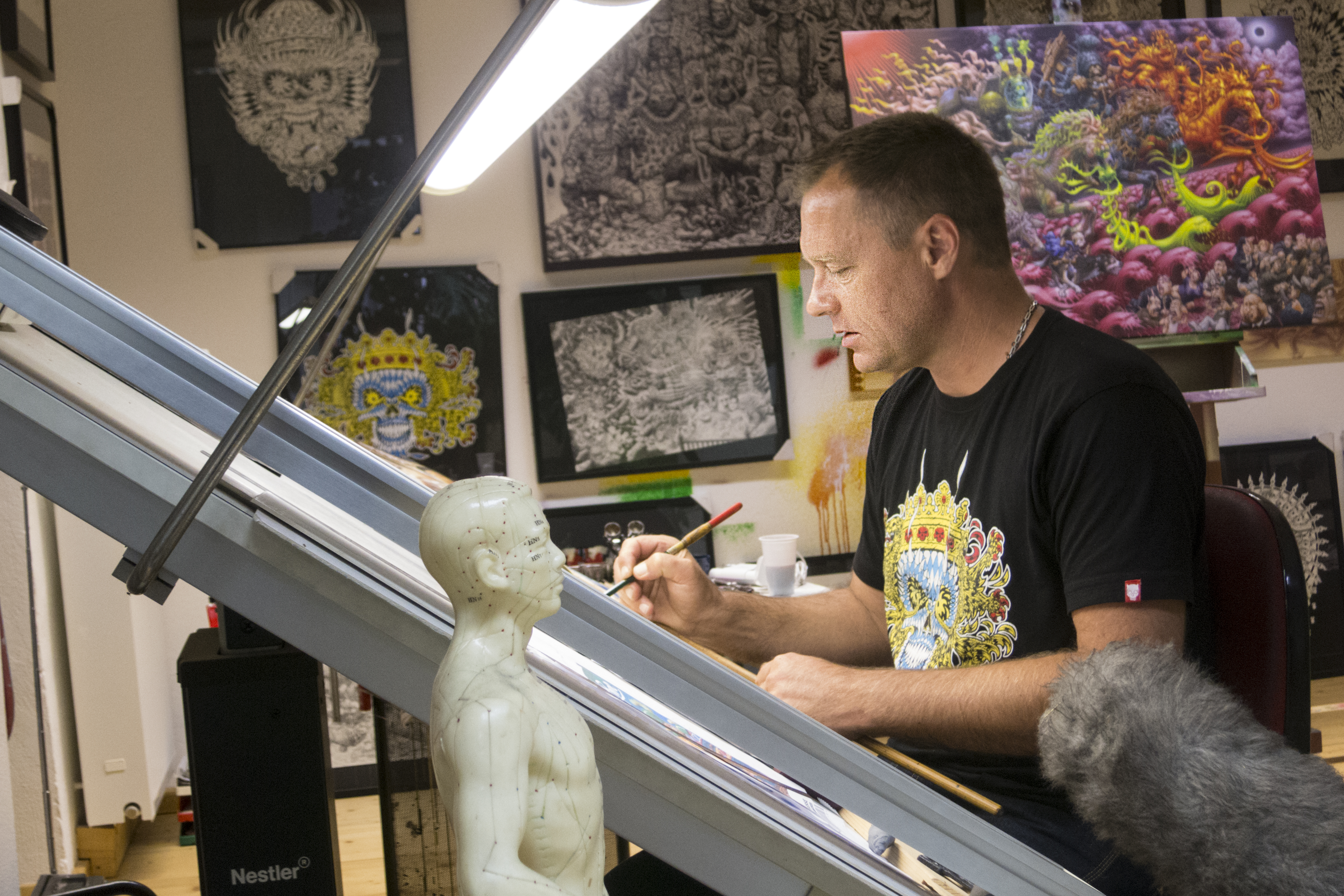
WON zeichnend im Atelier

WON ABC (* 15. September 1967 in Weiden in der Oberpfalz, bürgerlich Markus Müller)  ist ein deutscher Graffiti-Writing-Künstler,  Comicautor, Grafiker und Aktionskünstler.

## Werk
Vor dem Hintergrund aller Weltreligionen und durch sie motivisch beeinflusst, malt der Graffiti-Künstler seit den 1980er Jahren von Zombies, mythologischen Gestalten und Musikern des Hip-Hop durchwirkte Monumentalszenarien und Comics. Seine oft kirchenkritischen Apokalypsen thematisieren den Sieg der Natur über die Technik, der Phantasie über das Funktionale einer für ihn zu Tode organisierten westlichen Welt. So erlangte WON ABC innerhalb der von Anfang an global vernetzten Writer-Szene nach spektakulären Kunstaktionen auf vier Kontinenten internationales Renommee.

## Anfänge
Inspiriert von dem Film Wild Style sprayte WON 1984 in Ottobrunn bei München sein erstes Piece „Fast“. Vier Jahre später, 1988, rief er gemeinsam mit Cowboy 69 den Art Bombing Clan zusammen, den ABC. Er existiert bis heute. WON war somit maßgeblich an der Initiierung der Münchner Graffiti-Szene beteiligt. Dies attestierte man ihm auch amtlicherseits. Polizeiermittler bescheinigten dem 28-jährigen Sprayer während seines Prozesses 1996, er sei „einer der besten in Europa“. Zu Recht, doch das mit einer sechsmonatigen Strafe, auf Bewährung. Der Sohn eines bayerischen Ministerialbeamten gehörte früh schon „zu den besten Writern Deutschlands“ und wandte sich in den späten 1980er Jahren vom Kalligraphischen ab und den mehr figurativen Elementen, dem Character, zu.
WON gehört zu den wenigen Writern, die eine Kunstakademie absolviert haben. Der legendär blaubärtige Fluxus-Künstler und Kunstprofessor Robin Page nahm WON ABC in seine Meisterklasse der Akademie der Bildenden Künste München auf. Gegen den Trend widmete sich der junge Graffiti-Aktivist dort anatomischen Studien und der Aktmalerei. WONs Diplomarbeit bei Page bildete 1995 allerdings seine an die Wand getackerte Polizeikorrespondenz der Jahre 1993 und 1994.

## Projekte, Ausstellungen, Aktionen

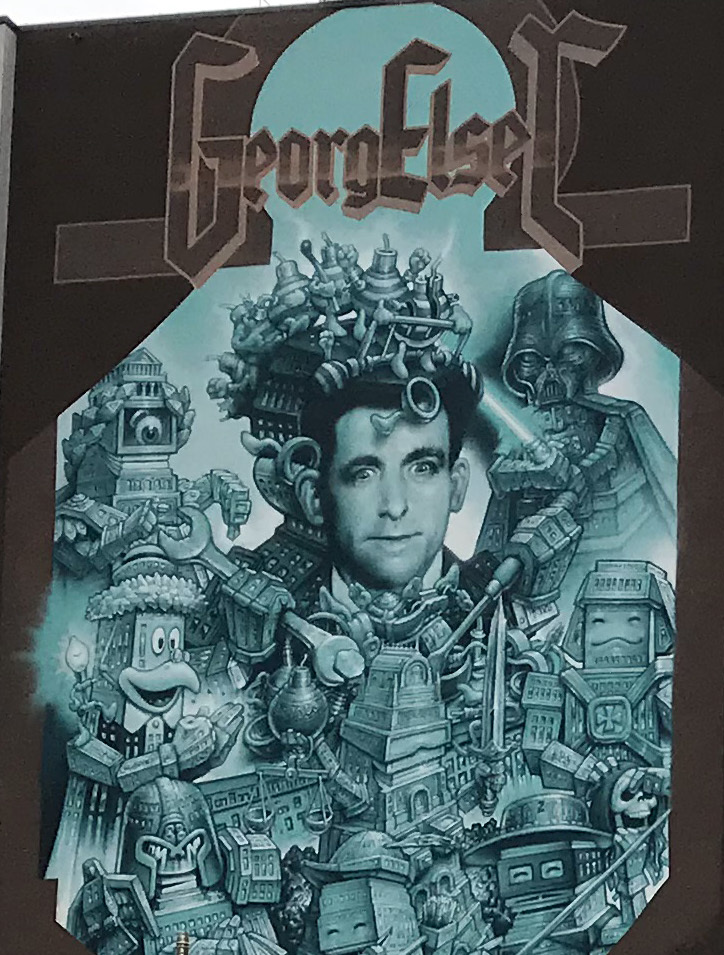
Georg-Elser-Graffito in der Münchner Bayerstraße.

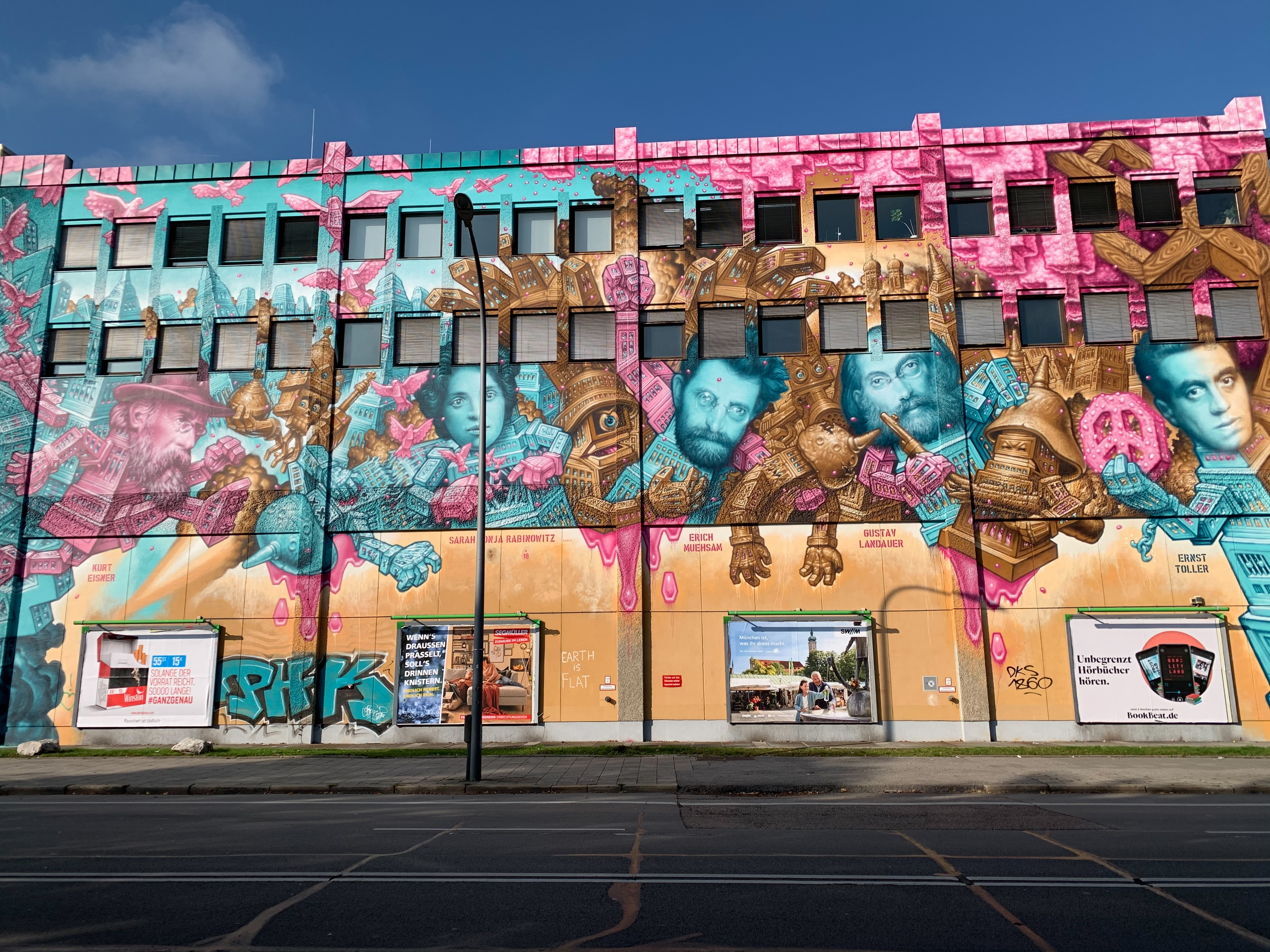
Mural von WON ABC in der Münchner Martin-Luther-Straße.

Während Gina Lollobrigida, Anne-Sophie Mutter und die Stadtwerke München Werke des Künstlers gekauft oder in Auftrag gegeben hatten, einigte sich WON ABC in einem Vergleich mit der Deutschen Bahn für die von ihm eingeräumten Schäden in Höhe von 130 000 DM an S-Bahn-Zügen auf eine Zahlung von 20 000 DM. Der Verurteilte wandte sich von nun an dem legalen Segment der Street Art zu. Wie nahezu alle  Writer weltweit mit Künstlerkollegen vernetzt, sprayte er in Guatemala, Mexiko und in den USA, auf Jamaika und Kuba, in Thailand, Kambodscha, Indien, Sri Lanka, in Nordafrika sowie in beinahe allen Ländern Europas. WON publiziert in Graffiti-Magazinen und Hip-Hop-Zeitschriften, illustriert Bücher, inszeniert sich filmisch während politischer Aktionen, aber auch während der Fußball-WM 2014 (Galerie Robert Weber, München), und besprayt allein oder mit Crewkollegen Schiffskörper, Lieferwagen und einen sowjetischen Militärhubschrauber – „From War to Peace“ (erstes Graffiti-Writer-Werk im Buchheim-Museum der Phantasie).
Nach über 40 Gruppenausstellungen und einem Dutzend Einzelausstellungen hat WON ABC für 5 Filme und Fernsehproduktionen, darunter ein Tatort und der Film Wholetrain, als Ghostmaler gesprayt.
Dokumentiert sind wesentliche Teile seines Werks in „COLOUR KAMIKAZE“ und ZOMBIE LOVE, bunte Blackbooks. In einem Fading aus Werkverzeichnis und Comic, aus Bild und Schrift, aus Tod, Lust und Provokation porträtiert sich WON ABC in seinen beiden Büchern selbst.
In Blickweite des Münchner Hauptbahnhofs gestaltete er im Sommer 2017 auf einer 23 Meter hohen und 11,4 Meter breiten Fassade der Stadtsparkassen-Filiale in der Bayerstraße 69 zusammen mit Loomit ein großflächiges Graffito, das dem Widerstandskämpfer Georg Elser gewidmet ist.
2019 gestaltete er ein 700 m² großes Mural mit Sarah Rabinowitz sowie Protagonisten der Münchner Räterepublik am Giesinger Umspannwerk der Stadtwerke München.

## Monographien
- WON ABC: COLOUR KAMIKAZE, Artwärts/Edition Kunst der Comics, Sonneberg 1999/ 2014, ISBN 3-936429-00-6
- WON ABC: ZOMBIE LOVE, Publikat, Mainaschaff, 2013, ISBN 978-3-939566-12-0

## Mitwirkung an Buchpublikationen
- Nicholas Ganz: Graffiti World. Street Art from Five Continents, Thames & Hudson, London 2005, ISBN 978-0-500-51469-6
- Nicholas Ganz: Graffiti World. Street Art aus fünf Kontinenten. Dt. von Markus Ronge, Schwarzkopf und Schwarzkopf, 2005, ISBN 978-3-89602-677-4
- Stone (d. i. Don M. Zaza): Cubabrasil, From Here To Fame Publishing, Berlin, 2009, ISBN 978-3-937946-54-2
- Illusive 2,  Contemporary Illustration And His Context, Die Gestalten, Berlin 2007, ISBN 3-89955-191-5, ISBN 978-3-89955-191-4
- Ket: Graffiti Planet: The Best Graffiti from Around the World, Michael O’Mara Books, 2007, ISBN 1-84317-280-1, ISBN 978-1-84317-280-2
- Bernhard van Treeck: Hall of Fame Graffiti in Deutschland, Aragon, 1995, ISBN 978-3-89535-430-4
- Graffiti Art, Band 1: Deutschland, Germany, Schwarzkopf & Schwarzkopf 2002, ISBN 3-89602-028-5, ISBN 978-3-89602-028-4
- Graffiti Art, Band 2: Süddeutschland und Schweiz: Schwarzkopf  &  Schwarzkopf 2002, ISBN 3-89602-036-6, ISBN 978-3-89602-036-9
- Graffiti Art, Band 3: Writing in München, Schwarzkopf & Schwarzkopf 1995, ISBN 3-89602-045-5, ISBN 978-3-89602-045-1
- Action painting, bringing art to the trains, Kristian Kutschera, Publikat, 2009, ISBN 978-3-939566-25-0
- Andrea Caputo: All City Writers. The Graffiti Diaspora, Kitchen 93, 2012, ISBN 978-2-85980-016-1
- Edith von Wesler-Ude und Christian Ude: Wand Art. Farbige Fassaden-Fantasien. München, Klinkhardt und Biermann, 1992, ISBN 978-3-7814-0315-4
- Nicolas Yaiza: The Sourcebook of Contemporary Illustration, HarperDes, 2009, ISBN 978-0-06-135413-7
- Street Art München. Stencils, Graffiti, Sticker, Hirschkaeferverlag, München 2012, ISBN 978-3-940839-21-3
- The Carhartt Wip Archieves, Rizzoli New York, ISBN 978-0-8478-5971-9

## Ausstellungen

### Einzelausstellungen
- 1996 Beschlagnahmte Kunst, Auenstrasse, München
- 2000 Colour Kamikaze, Grober Unfug, Berlin
- 2000 Colour Kamikaze, Popkom, Köln
- 2000 Colour Kamikaze, Deutz Scatehall, Köln
- 2000 Colour Kamikaze, Moritzbastei, Leipzig
- 2003 Colour Kamikaze, Goethe-Institut, Hamburg
- 2005 WON ABC, Montana Gallery, Barcelona
- 2008 Colour Kamikaze vs. Zombielove, V-Galerie, Basel
- 2009 Gallery Richter Masset, München
- 2010 True Concept Galerie, München
- 2013 Zombielove, Ruttkowski 68 Galerie, Köln
- 2014 WON ABC, Galerie Robert Weber, München
- 2015 Zombielove Colourkamikaze Brothers and Sisters, OZM Artspace Gallery, Hamburg
- 2016 WON ABC & FRIENDS – KUNST AUS MÜNCHENS UNTERGRUND, Buchheim-Museum, Bernried
- 2016 WON ABC / ACAB – All Chicken Are Beautiful, 84 GHz – Raum für Gestaltung, München

### Gruppenausstellungen
- 1989 Graffiti, Künstlerwerkstadt Lothringerstrasse, München
- 1989 burda award, Offenburg
- 1991 spring jam, Frankfurt/M.
- 1993 spring jam, Frankfurt/M.
- 1997  Museum Kallman, München
- 1998 Flügelbahnhof, München
- 1999 10 years abc, Forum, München
- 2000 Cosmopolite Festival, Bangnolet, Paris
- 2001 getting up, urban discipline, Hamburg
- 2001 Unmögliche Kunst, Bayerischer Landtag München
- 2002 uamo urban art and media festival,  München
- 2002 zero gravity, yoyogi park stage, Tokyo
- 2002 Goethe-Institut, Lissabon
- 2003 love project, drug detoxification center come in, Goethe-Institut, Hamburg
- 2003 test it, Kulturpark, Wiesbaden
- 2005 decibelio, Madrid
- 2006 toy tokio decked, New York
- 2006 banned from television, galerie chanal chapter, New York
- 2006 lit lounge, New York
- 2006 9. Kunst Biennale Havanna , Havana
- 2007 Farbanschlag, Marshall Art, Zürich
- 2007 Carhartt Gallery, Weil am Rhein
- 2008 Kunst im Tresor, München
- 2008 Zeichenfestival, Galerie Springman, Freiburg
- 2008–2010 group travelling exhibition  drawing, Foss Gallery, New York, Tokio, Berlin, London, San Francisco, Mexiko-Stadt
- 2009 Kunst im Tresor, München
- 2009 ABC exhibition, Rocket Sstore, München
- 2009 400ml, Maison des Metallos, Paris
- 2009 Basart Festival, München
- 2009 Urban Art Night, München
- 2009 Draw, Schunk Glaspalais, Heerlen
- 2009 Himmel, Arsch und Zwirn, Galerie Richter Masset, München
- 2009 Stroke 01, Art Fair, München
- 2009 Art On Snow, Zell am See
- 2010 Marshall Art 2, Zürich
- 2010 Filmboard Karlsruhe e. V., Der Independent Creatives Clash, Karlsruhe
- 2010 Stroke 02, Art Fair, München
- 2011 Art Graffiti 21, World Cultural Heritage, Völklinger Hütte, Völklingen/Saarbrücken
- 2011 Busan Cultural Center, Korea
- 2011 Public Provocation, Carhartt Gallery, Weil am Rhein
- 2011 ABC Allstars, Kirsch & Co., München
- 2011 Stroke 03, Art Fair, Berlin
- 2012 Stroke 04, Art Fair, München
- 2013 Colab Gallery, Weil am Rhein
- 2014 Artavenue, München
- 2014 90 minutes, Galerie Robert Weber, München
- 2015 Millerntor Gallery Viva Con Agua, Hamburg
- 2015 A Tribute to Bluebeard, Kühlhaus Berlin, Berlin
- 2016 Soft Opening, Orange Garden, Shenzhen China
- 2016 Shenzhen Art Fair, Shenzhen China
- 2016 Goethe Institute, Hong Kong China
- 2016 WON ABC & Friends – Kunst aus Münchens Untergrund, Buchheim Museum, Bernried